# Road Club
Road Club — четвертий із чотирьох міні-альбомів норвезького гурту a-ha, виданих ексклюзивно в Японії. Вийшов 1988 року.

## Музиканти
- Пол Воктор-Савой (Paul Waaktaar-Savoy) (6 вересня 1961) — композитор, гітарист, вокалист.
- Магне Фуругольмен (Magne Furuholmen) (1 листопада 1962) — клавішник, композитор, вокаліст, гітарист.
- Мортен Гаркет (Morten Harket) (14 вересня 1959) — вокаліст.

## Композиції
| #  | Назва                                              | Тривалість |
| -- | -------------------------------------------------- | ---------- |
| 1. | «The Blood That Moves The Body (Extended Version)» | 5:26       |
| 2. | «Take On Me (Extended Version)»                    | 4:51       |
| 3. | «Stay On These Roads (Extended Version)»           | 6:14       |
| 4. | «Hunting High And Low (Extended Remix)»            | 6:03       |
| 5. | «Soft Rains Of April (Original Mix)»               | 3:15       |